# داینو کرایسیس ۳
داینو کرایسیس ۳ (به انگلیسی: Dino Crisis ۳) و (به ژاپنی: ディノ クライシス۳) نام یک بازی ویدئویی به سبک اکشن-ماجراجویی از مجموعه بازی‌های داینو کرایسیس است که توسط شرکت کپ‌کام ساخته شده است و برای نخستین بار در ۲۶ ژوئن ۲۰۰۳ در ژاپن منتشر شد. این بازی فقط برای کنسول ایکس‌باکس طراحی شد.
گیم‌پلی این بازی همانند نسخه‌های پیشین بوده و بازیباز در پیرامون مبارزه با دایناسورها است. برخلاف نسخه‌های پیشین، این بار و در این بازی، بازیباز با دایناسورهای واقعی نبرد نمی‌کند؛ بلکه با دایناسورهای شبیه‌سازی شده که با کمک دی‌ان‌ای آن‌ها کلون شده‌اند، به مبارزه می‌پردازد.
این بازی قرار بود برای هر دو کنسول ایکس‌باکس و پلی‌استیشن ۲ پیاده‌سازی شود، اما ساخت بازی برای پلی‌استیشن ۲ متوقف شد و هرگز ساخته نشد.

## داستان و شخصیت‌ها
داستان‌های این بازی در سال ۲۵۴۸ رخ داده و شخصیت‌های اصلی آن، پاتریک تیلر و سونیا هارت می‌باشند. رجینا (شخصیتی که در هردو بازی پیشین حضور داشت) در این بازی حضور ندارد.

## بازتاب‌ها
| گردآورنده  | امتیاز |
| ---------- | ------ |
| گیم‌رنکینگز | ۵۶٫۹۹٪ |
| متاکریتیک  | ۵۱/۱۰۰ |

| ناشر      | امتیاز     |
| --------- | ---------- |
| وان‌آپ.کام | D+         |
| آل‌گیم     | [ ۵ ]      |
| سی‌وی‌جی    | ۸/۱۰       |
| یوروگیمر  | ۳/۱۰       |
| گیم‌پرو    | [ ۸ ]      |
| گیم‌اسپات  | ۵٫۴/۱۰     |
| آی‌جی‌ان    | ۶/۱۰       |
| ام! گیمز  | PS: ۵۱/۱۰۰ |

این بازی برخلاف دو نسخه پیشین خود، امتیازات پایینی را از سایت‌های معتبر کسب کرد. وبگاه گیم‌اسپات و آی‌جی‌ان به ترتیب نمرات ۵٫۴ و ۶ از ۱۰ را به این بازی دادند. داینو کرایسیس ۳ فروش ناامید کننده‌ای داشت، به همین دلیل ساخت این بازی برای کنسول پلی‌استیشن ۲ کنسل شد.